# 공룡의 땅 (BBC)
공룡의 땅 또는 플래닛 다이너소어(Planet Dinosaur)는 나이젤 패터슨과 필 도브리가 제작하고 BBC가 제작하고 존 허트가 나레이션을 맡은 6부작 다큐멘터리 TV 시리즈이다. VFX 스튜디오 젤리피시 픽처스가 프로듀서로 참여하여 2011년 영국에서 처음 방영되었다. 공룡 대탐험(Walking with Dinosaurs) 이후 BBC One의 첫 번째 주요 공룡 관련 시리즈였다. 50가지 이상의 다양한 선사 시대 종이 등장하며, 이들과 이들 환경은 10년 전 공룡 대탐험에 필요했던 생산 비용의 약 3분의 1에 불과한 컴퓨터 생성 이미지로 완전히 만들어졌다. 시리즈 줄거리의 대부분은 공룡 대탐험 이후 이루어진 과학적 발견을 기반으로 하며, 에피소드에서는 화석 증거와 이를 기반으로 한 가정을 보여주기 위해 작업을 자주 중단한다. 공룡의 땅의 동반 도서는 2011년 9월 8일에 출시되었으며 DVD와 블루레이는 2011년 10월 24일에 출시되었다. 공룡의 땅은 뛰어난 그래픽과 3D 애니메이션으로 높은 평가를 받고 있다. 이 시리즈에는 이후 접근이 불가능해진 온라인 비디오 게임도 함께 제공되었다.